# Hamburger Sport-Verein 1974-1975
Questa voce raccoglie le informazioni riguardanti l'Hamburger Sport-Verein nelle competizioni ufficiali della stagione 1974-1975.

## Stagione
Nella stagione 1974-1975 l'Amburgo, allenato da Kuno Klötzer, concluse il campionato di Bundesliga al 4º posto. In Coppa di Germania l'Amburgo fu eliminato al secondo turno dall'Eppingen. In Coppa UEFA l'Amburgo fu eliminato ai quarti di finale dal Juventus.

## Rosa
| N. |                     | Ruolo | Calciatore             |
| -- | ------------------- | ----- | ---------------------- |
|    | Turchia (bandiera)  | P     | Özcan Arkoç            |
|    | Germania (bandiera) | P     | Rudolf Kargus          |
|    | Serbia (bandiera)   | P     | Vladimir Kovačić       |
|    | Germania (bandiera) | P     | Dieter Wöbcke          |
|    | Germania (bandiera) | D     | Peter Hidien           |
|    | Germania (bandiera) | D     | Manfred Kaltz          |
|    | Germania (bandiera) | D     | Peter Krobbach         |
|    | Germania (bandiera) | D     | Peter Nogly            |
|    | Germania (bandiera) | D     | Hans-Heinrich Radbruch |
|    | Germania (bandiera) | D     | Hans-Jürgen Ripp       |
|    | Germania (bandiera) | D     | Klaus Winkler          |

| N. |                      | Ruolo | Calciatore           |
| -- | -------------------- | ----- | -------------------- |
|    | Germania (bandiera)  | C     | Horst Bertl          |
|    | Danimarca (bandiera) | C     | Ole Bjørnmose        |
|    | Germania (bandiera)  | C     | Kurt Eigl            |
|    | Germania (bandiera)  | C     | Caspar Memering      |
|    | Germania (bandiera)  | C     | Edgar Nobs           |
|    | Germania (bandiera)  | C     | Klaus Zaczyk         |
|    | Germania (bandiera)  | A     | Uwe Mackensen        |
|    | Germania (bandiera)  | A     | Willi Reimann        |
|    | Germania (bandiera)  | A     | Hans-Jürgen Sperlich |
|    | Germania (bandiera)  | A     | Georg Volkert        |

## Organigramma societario
Area tecnica
- Allenatore: Kuno Klötzer
- Allenatore in seconda:
- Preparatore dei portieri:
- Preparatori atletici:

## Calciomercato

### Sessione estiva
| Acquisti | Acquisti         | Acquisti          | Acquisti |
| R.       | Nome             | da                | Modalità |
| -------- | ---------------- | ----------------- | -------- |
| C        | Horst Bertl      | Borussia Dortmund |          |
| P        | Vladimir Kovačić | Dinamo Zagabria   |          |
| C        | Edgar Nobs       | Osnabrück         |          |
| A        | Willi Reimann    | Hannover 96       |          |

| Cessioni | Cessioni          | Cessioni           | Cessioni |
| R.       | Nome              | a                  | Modalità |
| -------- | ----------------- | ------------------ | -------- |
| A        | Dieter Hochheimer | Göttingen          |          |
| C        | Franz-Josef Hönig | Wiesbaden          |          |
| A        | Walter Krause     | RW Oberhausen      |          |
| C        | Jörg Martin       | Barmbek-Uhlenhorst |          |

### Sessione invernale
| Acquisti | Acquisti | Acquisti | Acquisti |
| R.       | Nome     | da       | Modalità |
| -------- | -------- | -------- | -------- |

| Cessioni | Cessioni | Cessioni | Cessioni |
| R.       | Nome     | a        | Modalità |
| -------- | -------- | -------- | -------- |

## Risultati

### Bundesliga

#### Girone di andata
| Arbitro: | Riegg |

|              |           |                                   |
| Heynckes 57’ | Marcatori | 42’ Zaczyk 55’ Bjørnmose 64’ Eigl |

| Arbitro: | Kindervater |

|           |           |  |
| Bertl 90’ | Marcatori |  |

| Arbitro: | Waltert |

|               |           |                            |
| Grabowski 58’ | Marcatori | 17’ Bertl 37’, 90’ Reimann |

| Arbitro: | Dittmer |

|           |           |             |
| Bertl 62’ | Marcatori | 25’ Sziedat |

| Arbitro: | Betz |

|  |           |                                  |
|  | Marcatori | 5’ Volkert 53’ Eigl 62’ Krobbach |

| Arbitro: | Hilker |

|                    |           |  |
| Volkert 75’ (rig.) | Marcatori |  |

| Arbitro: | Wichmann |

|          |           |  |
| Bitz 11’ | Marcatori |  |

| Arbitro: | Klauser |

|                                   |           |             |
| Bertl 9’ Bjørnmose 18’ Zaczyk 49’ | Marcatori | 77’ Neumann |

| Arbitro: | Frickel |

|                     |           |  |
| Worm 1’ Lehmann 64’ | Marcatori |  |

| Arbitro: | Quindeau |

|                                     |           |            |
| Zaczyk 35’, 65’ Bertl 73’ Nogly 77’ | Marcatori | 44’ Homann |

| Essen 2 novembre 1974, ore 15:30 CET 11ª giornata | Rot-Weiss Essen | 0 – 0 referto | Amburgo | Georg-Melches-Stadion (19 000 spett.)\| Arbitro: \| Zuchantke \| |
| Arbitro:                                          | Zuchantke       |               |         |                                                                  |

| Arbitro: | Dreher |

|           |           |             |
| Bertl 60’ | Marcatori | 65’ Kremers |

| Arbitro: | Riegg |

|                                     |           |                         |
| Köper 10’ Kaczor 48’, 58’ Balte 69’ | Marcatori | 22’ Volkert 47’ Reimann |

| Amburgo 22 novembre 1974, ore 20:00 CET 14ª giornata | Amburgo    | 0 – 0 referto | Eintracht Braunschweig | Volksparkstadion (42 000 spett.)\| Arbitro: \| Hillebrand \| |
| Arbitro:                                             | Hillebrand |               |                        |                                                              |

| Arbitro: | Tschenscher |

|                       |           |          |
| Eigl 22’ Memering 64’ | Marcatori | 32’ Seel |

| Arbitro: | Hennig |

|           |           |  |
| Weist 76’ | Marcatori |  |

| Arbitro: | Waltert |

|            |           |  |
| Hidien 43’ | Marcatori |  |

#### Girone di ritorno
| Arbitro: | Aldinger |

|           |           |            |
| Nogly 66’ | Marcatori | 55’ Jensen |

| Arbitro: | Hilker |

|                                                   |           |             |
| Kostedde 27’, 72’ Ritschel 65’ (rig.) Schäfer 87’ | Marcatori | 32’ Volkert |

| Arbitro: | Eschweiler |

|                                    |           |            |
| Nogly 45’ Reimann 58’ Sperlich 61’ | Marcatori | 65’ Nickel |

| Arbitro: | Frickel |

|              |           |  |
| Szymanek 49’ | Marcatori |  |

| Arbitro: | Hilker |

|                                                    |           |  |
| Memering 7’ Bjørnmose 43’ Volkert 49’ Sperlich 57’ | Marcatori |  |

| Arbitro: | Kindervater |

|             |           |                                 |
| Coordes 84’ | Marcatori | 16’ Sperlich 30’ (rig.) Volkert |

| Arbitro: | Hennig |

|                            |           |  |
| Sperlich 27’ Bjørnmose 89’ | Marcatori |  |

| Arbitro: | Dittmer |

|                                            |           |  |
| Müller 8’ Löhr 71’ Konopka 79’ Glowacz 87’ | Marcatori |  |

| Arbitro: | Messmer |

|                          |           |                                           |
| Reimann 23’ Krobbach 75’ | Marcatori | 44’ (rig.) Lehmann 52’ Bücker 65’ Büssers |

| Arbitro: | Linn |

|  |           |                                          |
|  | Marcatori | 18’, 89’ Reimann 82’ Bertl 88’ Bjørnmose |

| Arbitro: | Schmoock |

|                                 |           |                      |
| Volkert 41’ (rig.) Krobbach 72’ | Marcatori | 48’ Lippens 83’ Bast |

| Arbitro: | Haselberger |

|                                         |           |              |
| van den Berg 2’ Bongartz 3’ Fischer 77’ | Marcatori | 36’ Krobbach |

| Arbitro: | Quindeau |

|                                   |           |                        |
| Zaczyk 35’ Memering 59’ Bertl 85’ | Marcatori | 28’ Holz 66’ Pochstein |

| Arbitro: | Fork |

|              |           |                         |
| Gersdorff 4’ | Marcatori | 15’ Hidien 27’ Sperlich |

| Düsseldorf 31 maggio 1975, ore 15:30 CET 32ª giornata | Fortuna Düsseldorf | 0 – 0 referto | Amburgo | Rheinstadion (20 000 spett.)\| Arbitro: \| Klauser \| |
| Arbitro:                                              | Klauser            |               |         |                                                       |

| Arbitro: | Weyland |

|                           |           |  |
| Bjørnmose 33’ Reimann 37’ | Marcatori |  |

| Arbitro: | Fork |

|  |           |              |
|  | Marcatori | 35’ Sperlich |

### Coppa di Germania
| Arbitro: | Weyland |

|                                         |           |               |
| Trinklein 40’ Hölzenbein 95’ Kraus 115’ | Marcatori | 75’ Bjørnmose |

| Arbitro: | Raabe |

|  |           |                                          |
|  | Marcatori | 28’ Bjørnmose 61’ Nogly 70’, 76’ Reimann |

| Arbitro: | Antz |

|                  |           |           |
| Störzer 60’, 70’ | Marcatori | 79’ Bertl |

### Coppa UEFA
| Arbitro: | Thomas |

|                                   |           |  |
| Volkert 24’ (rig.), 31’ Kaltz 68’ | Marcatori |  |

| Arbitro: | Bancourt |

|  |           |           |
|  | Marcatori | 87’ Bertl |

| Arbitro: | Wright |

|                                                                                                 |           |  |
| Zaczyk 18’ Memering 37’ Volkert 49’, 82’ (rig.) Bertl 54’ Nagy 71’ (aut.) Ripp 77’ Krobbach 90’ | Marcatori |  |

| Arbitro: | Dilek |

|                      |           |                         |
| Şerbănoiu 14’ (rig.) | Marcatori | 45’ Kaltz 55’ Bjørnmose |

| Arbitro: | Taylor |

|                                         |           |             |
| Bjørnmose 6’, 40’ Volkert 11’ Nogly 43’ | Marcatori | 32’ Schmuck |

| Arbitro: | Babacan |

|                       |           |                |
| Dörner 16’ Häfner 56’ | Marcatori | 43’, 45’ Bertl |

| Arbitro: | Rainea |

|                      |           |  |
| Capello 3’ Viola 12’ | Marcatori |  |

| Amburgo 19 marzo 1975, ore 19:30 CET Quarti di finale | Amburgo | 0 – 0 referto | Juventus | Volksparkstadion (59 405 spett.)\| Arbitro: \| Loraux \| |
| Arbitro:                                              | Loraux  |               |          |                                                          |

## Statistiche

### Statistiche di squadra
| Competizione      | Punti | In casa | In casa | In casa | In casa | In casa | In casa | In trasferta | In trasferta | In trasferta | In trasferta | In trasferta | In trasferta | Totale | Totale | Totale | Totale | Totale | Totale | DR  |
| Competizione      | Punti | G       | V       | N       | P       | Gf      | Gs      | G            | V            | N            | P            | Gf           | Gs           | G      | V      | N      | P      | Gf     | Gs     | DR  |
| ----------------- | ----- | ------- | ------- | ------- | ------- | ------- | ------- | ------------ | ------------ | ------------ | ------------ | ------------ | ------------ | ------ | ------ | ------ | ------ | ------ | ------ | --- |
| Bundesliga        | 43    | 17      | 11      | 5       | 1       | 33      | 14      | 17           | 7            | 2            | 8            | 22           | 24           | 34     | 18     | 7      | 9      | 55     | 38     | +17 |
| Coppa di Germania | -     | 0       | 0       | 0       | 0       | 0       | 0       | 1            | 0            | 0            | 1            | 1            | 3            | 1      | 0      | 0      | 1      | 1      | 3      | -2  |
| Coppa di Germania | -     | 0       | 0       | 0       | 0       | 0       | 0       | 2            | 1            | 0            | 1            | 5            | 2            | 2      | 1      | 0      | 1      | 5      | 2      | +3  |
| Coppa UEFA        | -     | 4       | 3       | 1       | 0       | 15      | 1       | 4            | 2            | 1            | 1            | 5            | 5            | 8      | 5      | 2      | 1      | 20     | 6      | +14 |
| Totale            | 43    | 21      | 14      | 6       | 1       | 48      | 15      | 24           | 10           | 3            | 11           | 33           | 34           | 45     | 24     | 9      | 12     | 81     | 49     | +32 |

### Andamento in campionato
| Giornata  | 1 | 2 | 3 | 4 | 5 | 6 | 7 | 8 | 9 | 10 | 11 | 12 | 13 | 14 | 15 | 16 | 17 | 18 | 19 | 20 | 21 | 22 | 23 | 24 | 25 | 26 | 27 | 28 | 29 | 30 | 31 | 32 | 33 | 34 |
| --------- | - | - | - | - | - | - | - | - | - | -- | -- | -- | -- | -- | -- | -- | -- | -- | -- | -- | -- | -- | -- | -- | -- | -- | -- | -- | -- | -- | -- | -- | -- | -- |
| Luogo     | T | C | T | C | T | C | T | C | T | C  | T  | C  | T  | C  | C  | T  | C  | C  | T  | C  | T  | C  | T  | C  | T  | C  | T  | C  | T  | C  | T  | T  | C  | T  |
| Risultato | V | V | V | N | V | V | P | V | P | V  | N  | N  | P  | N  | V  | P  | V  | N  | P  | V  | P  | V  | V  | V  | P  | P  | V  | N  | P  | V  | V  | N  | V  | V  |
| Posizione | 5 | 2 | 1 | 1 | 1 | 1 | 4 | 1 | 3 | 1  | 1  | 2  | 3  | 4  | 2  | 4  | 3  | 5  | 8  | 4  | 8  | 5  | 4  | 3  | 6  | 6  | 5  | 6  | 7  | 6  | 5  | 4  | 4  | 4  |

Legenda:

Luogo: C = Casa; T = Trasferta. Risultato: V = Vittoria; N = Pareggio; P = Sconfitta.

### Statistiche dei giocatori
| Giocatore    | Bundesliga | Bundesliga | Bundesliga  | Bundesliga | Coppa di Germania | Coppa di Germania | Coppa di Germania | Coppa di Germania | Coppa UEFA | Coppa UEFA | Coppa UEFA  | Coppa UEFA | Totale   | Totale | Totale      | Totale     |
| Giocatore    | Presenze   | Reti       | Ammonizioni | Espulsioni | Presenze          | Reti              | Ammonizioni       | Espulsioni        | Presenze   | Reti       | Ammonizioni | Espulsioni | Presenze | Reti   | Ammonizioni | Espulsioni |
| ------------ | ---------- | ---------- | ----------- | ---------- | ----------------- | ----------------- | ----------------- | ----------------- | ---------- | ---------- | ----------- | ---------- | -------- | ------ | ----------- | ---------- |
| Ö. Arkoç     | 0          | 0          | 0           | 0          | 0                 | 0                 | 0                 | 0                 | 0          | 0          | 0           | 0          | 0        | 0      | 0           | 0          |
| H. Bertl     | 28         | 8          | 1           | 0          | 2                 | 1                 | 0                 | 0                 | 8          | 4          | 0           | 0          | 38       | 13     | 1           | 0          |
| O. Bjørnmose | 30         | 6          | 2           | 0          | 2                 | 1                 | 0                 | 0                 | 7          | 3          | 0           | 0          | 39       | 10     | 2           | 0          |
| K. Eigl      | 21         | 3          | 0           | 0          | 2                 | 0                 | 0                 | 0                 | 5          | 0          | 1           | 0          | 28       | 3      | 1           | 0          |
| P. Hidien    | 20         | 2          | 4           | 0          | 1                 | 0                 | 0                 | 0                 | 6          | 0          | 1           | 0          | 27       | 2      | 5           | 0          |
| M. Kaltz     | 33         | 0          | 1           | 0          | 2                 | 0                 | 0                 | 0                 | 8          | 2          | 0           | 0          | 43       | 2      | 1           | 0          |
| R. Kargus    | 33         | 0          | 0           | 0          | 2                 | 0                 | 0                 | 0                 | 8          | 0          | 0           | 0          | 43       | 0      | 0           | 0          |
| V. Kovačić   | 1          | 0          | 0           | 0          | 0                 | 0                 | 0                 | 0                 | 0          | 0          | 0           | 0          | 1        | 0      | 0           | 0          |
| P. Krobbach  | 21         | 4          | 0           | 0          | 2                 | 0                 | 0                 | 0                 | 6          | 1          | 0           | 0          | 29       | 5      | 0           | 0          |
| U. Mackensen | 1          | 0          | 0           | 0          | 1                 | 0                 | 0                 | 0                 | 0          | 0          | 0           | 0          | 2        | 0      | 0           | 0          |
| C. Memering  | 27         | 3          | 2           | 0          | 2                 | 0                 | 0                 | 0                 | 5          | 1          | 0           | 0          | 34       | 4      | 2           | 0          |
| E. Nobs      | 0          | 0          | 0           | 0          | 0                 | 0                 | 0                 | 0                 | 0          | 0          | 0           | 0          | 0        | 0      | 0           | 0          |
| P. Nogly     | 33         | 3          | 6           | 0          | 1                 | 1                 | 0                 | 0                 | 8          | 1          | 0           | 0          | 42       | 5      | 6           | 0          |
| H. Radbruch  | 0          | 0          | 0           | 0          | 0                 | 0                 | 0                 | 0                 | 1          | 0          | 0           | 0          | 1        | 0      | 0           | 0          |
| W. Reimann   | 23         | 8          | 2           | 0          | 2                 | 2                 | 0                 | 0                 | 4          | 0          | 1           | 0          | 29       | 10     | 3           | 0          |
| H. Ripp      | 16         | 0          | 1           | 0          | 1                 | 0                 | 0                 | 0                 | 5          | 1          | 0           | 0          | 22       | 1      | 1           | 0          |
| H. Sperlich  | 31         | 6          | 1           | 0          | 1                 | 0                 | 0                 | 0                 | 6          | 0          | 0           | 0          | 38       | 6      | 1           | 0          |
| G. Volkert   | 34         | 7          | 5           | 0          | 2                 | 0                 | 0                 | 0                 | 8          | 5          | 0           | 0          | 44       | 12     | 5           | 0          |
| K. Winkler   | 28         | 0          | 7           | 0          | 1                 | 0                 | 0                 | 0                 | 5          | 0          | 1           | 0          | 34       | 0      | 8           | 0          |
| D. Wöbcke    | 0          | 0          | 0           | 0          | 0                 | 0                 | 0                 | 0                 | 0          | 0          | 0           | 0          | 0        | 0      | 0           | 0          |
| K. Zaczyk    | 33         | 5          | 1           | 0          | 1                 | 0                 | 0                 | 0                 | 8          | 1          | 0           | 0          | 42       | 6      | 1           | 0          |